# Huiarau Range
Die Huiarau Range ist ein aus mehreren Gebirgsmassiven bestehendes Gebiet, das sich über die Regionen Bay of Plenty, Hawke’s Bay und einen Teil des Gisborne District erstreckt und im nordöstlichen Teil der Nordinsel von Neuseeland befindet.

## Geographie
Die Huiarau Range liegen im Gebiet des Te Urewera und erstreckt sich über eine ungefähre Länge von 45 km, beginnend rund 10 km westlich des Lake Waikaremoana bis rund 15 km nördlich des Lake Waikareiti. Das Gebiet der Huiarau Range ist derart groß, dass eine genaue Abgrenzung der Berglandschaft nicht möglich ist und in der Literatur Entsprechendes auch nicht zu finden ist.
Ungefähr in der Mitte in Ost-West-Richtung der Gebirgslandschaft gesehen schlängelt sich der New Zealand State Highway 38 vom Lake Waikaremoana aus zunächst nach Norden und vollzieht einige Kilometer nach Erreichen des 923 m hohen Taupeape Saddle einen Schwenk nach Westen, die Huiarau Range verlassend. Der State Highway verbindet Wairoa an der Ostküste mit dem New Zealand State Highway 5 südlich des Lake Tarawera.

## Geologie
Die Gebirgszüge der Huiarau Range bestehen hauptsächlich aus Grauwacke und Argillit. Letzteres hat sich aus alten, stark verfestigten Tiefseesedimenten gebildet. Die Grauwacken und das Argillit entstammen aus dem Trias und dem Jura, vorkommende Sand- und Schlammsteine aus der Kreidezeit und aus dem Tertiär. An stabileren Hängen sind ganz oder teilweise Ablagerungen aus Bimsstein entstanden, die von Ausbrüchen des Taupō stammen und auf etwa 200 n. Chr. datiert werden. In Richtung Osten werden die Partikel der abgelagerten Vulkanasche feiner und insgesamt flacher.